# Communauté de communes Coeur de Brenne
Communauté de communes Coeur de Brenne is een Communauté de communes bestaande uit tien gemeentes uit het Arrondissement Le Blanc dat sinds 2000 bestaat.

## Leden
- Azay-le-Ferron
- Martizay
- Mézières-en-Brenne
- Migné
- Obterre
- Paulnay
- Saint-Michel-en-Brenne
- Sainte-Gemme
- Saulnay
- Villiers